# Patty Shepard
Patty Moran Shepard (Greenville, 1º ottobre 1945 – Madrid, 3 gennaio 2013) è stata un'attrice statunitense.
È conosciuta per aver recitato in molti film di genere spagnoli e italiani negli anni settanta.

## Biografia
Nacque in Carolina del Sud nel 1945, figlia di un ufficiale dell'aeronautica militare statunitense. Dopo aver vissuto in Giappone e in Inghilterra, all'età di 18 anni si spostò in Spagna con il padre, trasferito nella base statunitense di Torrejón de Ardoz. Terminati gli studi di filosofia, negli anni sessanta iniziò a lavorare come modella e successivamente acquisì notorietà per le sue apparizioni in diversi spot televisivi.
La sua carriera cinematografica iniziò nel 1966 con il film  La ciudad no es para mí. Nel 1967, sul set di Cita en Navarra, conobbe l'attore spagnolo Manuel de Blas, che sposò nello stesso anno. I due continueranno a recitare insieme in diversi film. Prima del suo ritiro nel 1988, recitò in più di 50 film spagnoli e italiani di vario genere, come commedie, spaghetti western e horror, di cui Operazione terrore (1969), Le pistolere (1971), Mio caro assassino (1972) e ...altrimenti ci arrabbiamo! (1974). Morì nel 2013 nella propria casa a Madrid, per un infarto cardiaco, all'età di 67 anni.

## Filmografia

### Cinema
- La ciudad no es para mí, regia di Pedro Lazaga (1966) - non accreditata
- Ringo, il volto della vendetta (Los cuatro salvajes), regia di Mario Caiano (1966)
- Les mignonnes (Residencia para espías), regia di Jesús Franco (1966) - non accreditata
- Agente speciale L.K. (Operazione Re Mida) (Lucky, el intrépido), regia di Jesús Franco (1967) - non accreditata
- La mano del destino (El dedo del destino), regia di Richard Rush (1967)
- Cita en Navarra, regia di José Grañena (1967)
- Cruzada en la mar, regia di Isidoro M. Ferry (1968)
- Tinto con amor, regia di Francisco Montolío (1968)
- ¿Por qué te engaña tu marido?, regia di Manuel Summers (1969)
- Sharon vestida de rojo, regia di Germán Lorente (1969)
- Carola de día, Carola de noche, regia di Jaime de Armiñán (1969)
- Las panteras se comen a los ricos, regia di Ramón Fernández (1969)
- La furia dei giganti (Golpe de mano (Explosión)), regia di José Antonio de la Loma (1970)
- Operazione terrore (Los monstruos del terror), regia di Tulio Demicheli (1970)
- Un, dos, tres... al escondite inglés, regia di Iván Zulueta e José Luis Borau (1970)
- Saranda (Veinte pasos para la muerte), regia di Manuel Esteba e Antonio Mollica (1970)
- Después de los nueve meses, regia di Mariano Ozores (1970)
- Las siete vidas del gato, regia di Pedro Lazaga (1971)
- El techo de cristal, regia di Eloy de la Iglesia (1971)
- Le messe nere della contessa Dracula (La noche de Walpurgis), regia di León Klimovsky (1971)
- A mí las mujeres, ni fu ni fa, regia di Mariano Ozores (1971)
- Le pistolere (Les pétroleuses), regia di Christian-Jaque (1971)
- Mio caro assassino, regia di Tonino Valerii (1972)
- El más fabuloso golpe del Far-West, regia di José Antonio de la Loma (1972)
- La casa sin fronteras, regia di Pedro Olea (1972)
- Timanfaya (Amor prohibido), regia di José Antonio de la Loma (1972)
- Escalofrío diabólico, regia di George Martin (1972)
- El monte de las brujas, regia di Raúl Artigot (1972)
- La curiosa, regia di Vicente Escrivá (1973)
- La tumba de la isla maldita, regia di Julio Salvador (1973)
- Samrtno prolece, regia di Miguel Iglesias e Stevan Petrovic (1973)
- Lo chiamavano Mezzogiorno (Un hombre llamado Noon), regia di Peter Collinson (1973)
- Un casto varón español, regia di Jaime de Armiñán (1973)
- Ella (Trágica obsesión), regia di Tulio Demicheli (1973)
- El asesino está entre los trece, regia di Javier Aguirre (1973)
- La ragazza di via Condotti, regia di Germán Lorente (1974)
- ...altrimenti ci arrabbiamo!, regia di Marcello Fondato (1974)
- Las violentas, regia di Fernando Miranda (1974)
- Là dove non batte il sole (El karate el Colt y el impostor), regia di Antonio Margheriti (1974)
- El talón de Aquiles, regia di León Klimovsky (1974)
- El refugio del miedo, regia di José Ulloa (1974)
- La ciutat cremada, regia di Antoni Ribas (1976)
- Todos me llaman Gato, regia di Raúl Peña (1980)
- Los diablos del mar, regia di Juan Piquer Simón (1982)
- Una vita spezzata (Banter), regia di Hervé Hachuel (1986)
- Descanse en piezas, regia di José Ramón Larraz (1987)
- Slugs - Vortice d'orrore (Slugs, muerte viscosa), regia di Juan Piquer Simón (1988)
- Al filo del hacha, regia di José Ramón Larraz (1988)

### Televisione
- El quinto jinete – serie TV, 1 episodio (1975)
- Curro Jiménez – serie TV, episodio 1x04 (1977)